# Suho
金俊勉（1991年05月22日—），藝名SUHO（中文：守護），韓國男藝人，為韓國男子團體EXO及韓國分隊EXO-K的隊長，在隊中擔任隊長、領唱，虛構超能力為「水」。

## 簡介
金俊勉的爸爸是一名大学教授，也是新民黨成員之一，妈妈曾是一名教师，现为家庭主妇，金俊勉有一位大四歲的哥哥。
金俊勉通過2006年的SM Casting System而進入公司成為練習生。練習生的時間為大約七年，是隊内練習生時間最長的成員。他也是EXO成員中唯一一位信奉佛教的團員。

## 演藝經歷

### 2012年-2014年：出道、進一步發展、《Saving Santa》
2012年2月15日，通過EXO官網公開預告影片首次與大眾見面。
2012年4月8日，Suho作為EXO以及EXO小分隊EXO-K的隊長出道。
2013年12月，Suho與鄭恩地（Apink）和申東燁一起為動畫片《Saving Santa》配音，Suho為主角Bernard配音。此外，Suho亦與鄭恩地一同為《Saving Santa》演唱OST。

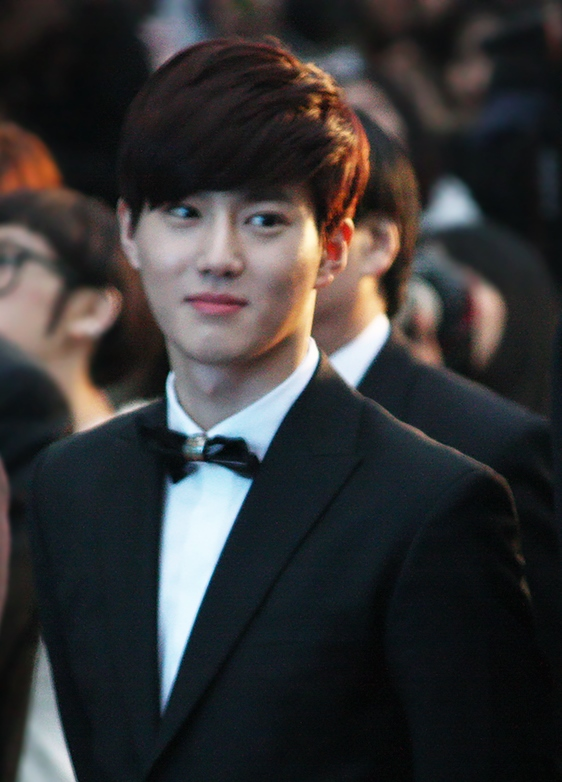
Suho於2014年在Hallyu Star Street

2014年2月16日，Suho與伯賢、光熙、李侑菲成為SBS《人氣歌謠》的固定主持。同年12月14日，Suho和伯賢因要投入預備EXO明年初的回歸所以從節目下車。

### 2015-2019年：戲劇發展、音樂劇演出、《Curtain》、《Dinner》、電影節宣傳大使
2015年1月，Suho參與SM娛樂製作的立體音樂劇《School OZ》，並飾演Hans。該音樂劇由EXO成員Xiumin，東方神起的昌珉，SHINee成員的Key，f(x)成員Luna，以及Red Velvet成員Seulgi擔綱演出。4月，Suho與Super Junior圭賢、SHINee珉豪、CNBLUE宗泫和INFINITE聖圭共同出演的綜藝節目《心動不已的印度》播出。這檔節目描述了嘉賓在印度發生的橫衝直撞之採訪故事，還包含了一般旅行節目看不到的逼真採訪現場以有趣事件，是一部新概念綜藝節目。
2016年3月，Suho首部電影《衝出不歸路》上映，Suho飾演放棄升學入伍的尚成宇。
7月，Suho與Super Junior的利特和女歌手Kassy為8月出戰巴西里約熱內盧奧運會的國家代表選手打氣，在SM STATION發佈歌曲《My Hero》。

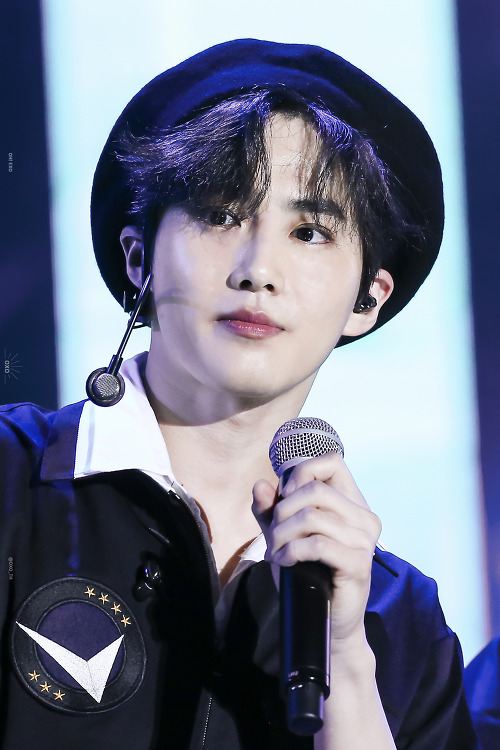
Suho於2017年亞洲音樂節

2017年1月，Suho擔任MBC獨幕劇「三色奇幻」的第一篇《宇宙之星》的男主角宇宙，同時亦為電視劇演唱OST《Starlight》。
2月，Suho與宋英珠合作演唱《Curtain》，此曲為SM STATION第一季最後一首歌曲。
12月，Suho演出著名作品《The Last Kiss》並飾演男主角Rudolf。
2018年3月9-10日，Suho與張才人合唱的歌曲《打擾一下可以嗎》和《Dinner》分別於Mystic Listen和SM STATION上發佈。
5月9日，Suho與夏沇秀、吳昶錫和金叡園等演員主演的電視劇《Rich Man》開播。Suho飾演擁有億萬資產的IT企業社長李有燦。6月20日，Suho與金煥熙主演的電影《女中學生A》上映。Suho於《女中學生A》中飾演在熙，是女中學生美萊的網友。
7月，音樂劇《笑面人》開始公演，Suho飾演本是貴族卻自幼被賣入人販子手中，被殘忍毀容成為「笑面人」，流落江湖，一生悲慘的男主人公Gwynplaine（格溫普蘭）。
2019年5月，Suho擔任第13屆大邱國際音樂劇節（DIMF）宣傳大使。7月，Suho被委任為第7屆韓國順天灣世界動物電影節的宣傳大使，而電影節將於8月22日至26日在韓國順天舉行，屆時將會免費放映70多部人類與動物及自然共存的電影。9月30日，韓國媒體報道Suho被選為第四届澳門國際電影節（IFFAM）年度宣傳大使，並將以該身份出席於10月3日舉行釜山國際電影節。
9月，Suho成為品牌Bvlgari的大使，並於社交平台發佈大使獎盃的照片，留言致謝品牌官方給予的大使身份認證。
10月17日，由Suho、申河均、金瑟琪和劉洙彬主演的電影《禮物》上映。該片描述為實現夢想而聚集到一起、充滿朝氣的青年們面前，突然出現一位來自過去的奇怪男人，所展開的搞笑故事。

### 2020年至現今：Solo出道、入伍
2020年1月，Suho與李世榮主演的網絡劇《How Are U Bread》開播，Suho亦為網絡劇演唱OST《SEDANSOGU》，是「世 (SE) 界上獨 (DAN) 一無二、珍貴 (SO) 的你 (GU)」的縮寫。
2月19日，韓國媒體報道Suho將於3月份發表首張個人專輯以Solo身份出道。3月30日，Suho發佈首張個人迷你專輯《Self-Portrait》，成為EXO第四位Solo出道的成員。專輯一發行便在50個國家與地區的iTunes專輯榜奪得冠軍。主打歌《Let's Love》亦在韓國各大音源榜拿下第一名。Suho積極參與了此次專輯的6首歌曲的作詞，他希望透過這張專輯將自己的心傳遞給粉絲們，並讓這張專輯成為一個讓許多人聽到他的歌聲和音樂的機會。4月，SM C&C STUDIO釋出EXO團體節目《Heart 4 U》中Suho篇的預告片，該節目將於12日起播出，將紀錄Suho從最初的《Self-Portrait》專輯概念發想，一直到MV拍攝的幕後故事。
5月4日，SM娛樂宣佈Suho將於5月14日入伍，成為EXO第三位入伍的成員。Suho之後亦在官方 Fan cafe 上發出手寫信，親自跟粉絲宣布入伍消息。14日，Suho進入忠清南道論山市陸軍訓練所，接受為期四周的基礎軍事訓練後，將以社會服務要員的身份履行國防義務。
2022年2月13日，Suho完成一年零九個月的兵役退伍，並在個人IG上傳親筆信向粉絲問好。19日，Suho進行直播“Suho's resume for EXO-L Inc.”與粉絲見面。4月4日，發行第二張迷你專輯《Grey Suit》。
2023年1月1日，参加《SMTOWN LIVE 2023:SMCU PALACE@ KWANGYA》。同年参加音乐剧《莫扎特》

## 公益
Suho自2013年起每年年底都會通過社會福利共同募捐會“愛的果實”進行捐款，截至2020年3月累計金額達到1億1千4百萬韓元。另外，於2020年3月，Suho為防止新型冠状病毒擴散捐贈了5000萬韓元給“愛的果實”，並表示“通過新聞每當看到新型冠狀病毒相關的患者和醫療團隊及防疫人員辛苦的事情時，都會感到心痛和擔心。希望可以提供一些力量，所以决定捐款。我會更加努力，成為給更多人帶來積極影響的Suho。”

## 音樂作品
— 所屬團體之所有共同作品，請參閱EXO音樂作品列表。

### 迷你專輯
| 專輯# | 專輯資料                                                                                            | 曲目 |
| 1st   | 《Self-Portrait》 - 發行日期：2020年3月30日 - 語言：韓語 - 銷量： - 韓國：291,292+ - 中國：128,946+ | 曲目 1. O2 2. 사랑, 하자 (Let's Love) 3. Made In You 4. 암막 커튼 (Starry Night) 5. 자화상 (Self-Portrait) 6. 너의 차례 (For You Now) (Feat. Younha)          |
| 2nd   | 《Grey Suit》 - 發行日期：2022年4月4日 - 語言：韓語 - 銷量： - 中國：43,702+                        | 曲目 1. Morning Star 2. Grey Suit 3. Hurdle 4. Decanting 5. 이리 溫 (Bear Hug) 6. 75분의 1초 (Moment)                                                         |
| 3rd   | 《점선면 (1 to 3)》 - 發行日期：2024年5月31日 - 語言：韓語                                          | 曲目 1. Mayday 2. 점선면 (1 to 3) 3. 치즈 (Cheese) (Feat. 웬디) 4. Wishful Thinking 5. Moonlight 6. Alright Alright (Feat. 기리보이) 7. 무중력 (Zero Gravity) |

### 個人作品
| 日期          | 歌曲名稱  | 專輯名稱                              |
| 2014年        | Beautiful | 《Exology Chapter1: The Lost Planet》 |
| 2019年1月30日 | Playboy   | 《EXO PLANET #4 - The EℓyXiOn [dot]》 |

### 合唱作品
| 日期           | 歌曲名稱                                    | 專輯名稱                         | 合作藝人                                                                                               |
| 2016年7月1日   | My Hero                                     | 《SM STATION 第一季》            | 利特、Kassy                                                                                            |
| 2017年2月3日   | Curtain                                     | 《SM STATION 第一季》            | 宋英珠                                                                                                 |
| 2018年3月9日   | 실례해도 될까요（打擾一下可以嗎）           | 《Mystic Listen》                | 張才人                                                                                                 |
| 2018年3月10日  | Dinner                                      | 《SM STATION 第二季》            | 張才人                                                                                                 |
| 2019年11月20日 | This is Your Day（for every child, UNICEF） | 《STATION X 4 LOVEs for Winter》 | BoA、J-Min、始源（Super Junior）、Sunny（少女時代）、 泰民（SHINee）、Wendy（Red Velvet）、道英（NCT） |

### 創作作品
| 年份   | 歌曲名稱                                    | 影視名稱            | 合作藝人 |
| 2013年 | Saving Santa                                | 《Saving Santa》    | 鄭恩地   |
| 2016年 | 美好的意外                                  | 《美好的意外》      | Chen     |
| 2017年 | Starlight                                   | 《宇宙之星》        |          |
| 2020年 | SEDANSOGU（세상에 단 하나뿐인 소중한 그대） | 《HOW ARE U BREAD》 |          |
| 2022年 | Call me a Freak                             | 《真劍勝負》        |          |

| 年份   | 歌曲名稱                   | 專輯                  | 歌手         | 備注 |
| 2018年 | 打擾一下可以嗎             | 《Mystic Listen》     | Suho、張才人 | 填詞 |
| 2018年 | Dinner                     | 《SM STATION 第二季》 | Suho、張才人 | 填詞 |
| 2020年 | O2                         | 《Self-Portrait》     | Suho         | 填詞 |
| 2020年 | Let's Love                 | 《Self-Portrait》     | Suho         | 填詞 |
| 2020年 | Made in You                | 《Self-Portrait》     | Suho         | 填詞 |
| 2020年 | Starry Night               | 《Self-Portrait》     | Suho         | 填詞 |
| 2020年 | Self-Portrait              | 《Self-Portrait》     | Suho         | 填詞 |
| 2020年 | For You Now (Feat. Younha) | 《Self-Portrait》     | Suho         | 填詞 |

## 影視作品
— 所屬團體之所有共同作品，請參閱EXO影視作品列表。

### 電影
| 年份   | 電影名稱               | 角色             | 性質         |
| 2007年 | 《花美男連鎖恐怖事件》 | 搖滾樂團明星成員 |              |
| 2013年 | 《Saving Santa》       | Bernard          | （動畫配音） |
| 2016年 | 《衝出不歸路》         | 尚宇             | 主演之一     |
| 2018年 | 《女中学生A》          | 玄在熙           | 男主角       |
| 2019年 | 《禮物》               | 河那             | 主演之一     |

### 電視劇
| 日期                  | 劇集名稱                   | 角色     | 性質     | 備註      |
| 2014年1月13日—1月20日 | 總理與我                   | 韓泰雄   | 客串     | 第10-12集 |
| 2015年4月9日—5月28日  | 我的鄰居是EXO              | Suho     | 配角     | 網絡劇    |
| 2017年1月26日—2月9日  | 三色幻想－宇宙之星         | 宇宙     | 男主角   |           |
| 2018年5月9日—6月28日  | Rich Man                   | 李有燦   | 男主角   |           |
| 2020年1月17日—2月15日 | HOW ARE U BREAD            | 韓道宇   | 男主角   | 網絡劇    |
| 2023年8月12日—10月1日 | 摸心第六感                 | 金善佑   |          |           |
| 2023年9月9日          | 阿斯達年代記：阿拉姆恩之劍 |          | 特別出演 | 第1集     |
| 2024年4月13日         | 世子消失了                 | 世子李健 |          |           |

### 音樂劇
| 年份           | 音樂劇名稱    | 角色                   | 性質   |
| 2015年         | School OZ     | Hans                   | 配角   |
| 2017年-2018年  | The Last Kiss | Rudolf                 | 男主角 |
| 2018年、2020年 | 笑面人        | Gwynplaine（格溫普蘭） | 男主角 |

### 專屬節目
| 年份   | 日期              | 電視臺       | 節目名稱           |
| 2020年 | 4月12日 - 6月20日 | NAVER V LIVE | Heart 4 U - Suho篇 |

### 固定綜藝
| 年份   | 日期             | 電視臺 | 節目名稱     |
| 2015年 | 4月10日 - 5月1日 | KBS2   | 撲通撲通印度 |

### 主持
| 日期                       | 電視台         | 節目名稱                | 備註                                |
| 2013年7月12日              | KBS2           | Music Bank              | 與Chanyeol、D.O. (待機室 特別 MC)   |
| 2013年8月20日              | Naver Starcase | EXO LIVE! 仲夏夜之咆哮  | 與神童                              |
| 2013年10月6日              | 不適用         | 江南韓流音樂節          | 與Baekhyun (SHINee Comeback MC)     |
| 2013年11月14日             | KBS Joy        | MelOn Music Awards 2013 | 與Baekhyun、Chanyeol、Kai、李侑菲   |
| 2013年12月18日             | MBC            | Show Champion           | 與Xiumin (特別MC)                   |
| 2014年2月16日-12月14日     | SBS            | 人氣歌謠                | 與光熙、Baekhyun、李侑菲            |
| 2014年2月16日-12月14日     | SBS            | 人氣歌謠                | 與光熙、Baekhyun、金裕貞            |
| 2015年4月8日 2015年4月22日 | KBS2           | MV BANK STARDUST        | 與Chen                              |
| 2015年4月12日              | SBS            | 人氣歌謠                | 與Baekhyun(特別MC)                  |
| 2015年4月24日              | KBS2           | 音乐银行                | 與Chen (待機室 特別 MC)             |
| 2015年5月23日              | SBS            | 2015 夢想演唱會         | 特別MC                              |
| 2015年6月4日               | Mnet           | M! Countdown            | 特別MC                              |
| 2015年12月20日             | SBS            | 人氣歌謠                | 與Baekhyun、Jackson、金裕貞(特別MC) |
| 2016年12月26日             | SBS            | SBS歌謠大戰             | 與Baekhyun                          |
| 2017年12月31日             | MBC            | MBC歌謠大祭典           | 與潤娥、車銀優                      |
| 2018年12月16日             | SBS            | 人氣歌謠                | 特別MC                              |

### 配音旁白
| 日期         | 電視台      | 節目名稱                 | 合作藝人 |
| 2017年4月3日 | Mountain TV | 《在天空中遇見大韓民國》 | Xiumin   |

### 音樂錄影帶
| 日期           | 歌曲名稱                                    | 歌手                                                                                                   | 備注                         |
| 2008年         | HaHaHa Song                                 | TVXQ                                                                                                   |                              |
| 2014年8月22日  | 致母親                                      | g.o.d                                                                                                  | 《EXO 90：2014》             |
| 2014年         | Saving Santa                                | Suho、鄭恩地                                                                                           |                              |
| 2016年2月14日  | 斑馬線（횡단보도）                          | 趙權                                                                                                   |                              |
| 2017年2月2日   | Curtain                                     | Suho、宋英珠                                                                                           | SM STATION 第二季            |
| 2017年5月30日  | 美好的意外                                  | Suho、Chen                                                                                             | 電影《美好的意外》OST        |
| 2018年3月9日   | 打擾一下可以嗎                              | Suho、張才人                                                                                           |                              |
| 2018年3月10日  | Dinner                                      | Suho、張才人                                                                                           | SM STATION 第二季            |
| 2019年11月20日 | This is Your Day（for every child, UNICEF） | BoA、J-Min、始源（Super Junior）、Sunny（少女時代）、 泰民（SHINee）、Wendy（Red Velvet）、道英（NCT） | STATION X 4 LOVEs for Winter |
| 2020年2月1日   | SEDANSOGU (세상에 단 하나뿐인 소중한 그대)  | Suho                                                                                                   | 《HOW ARE U BREAD》OST       |
| 2020年3月30日  | 사랑, 하자 (Let's Love)                     | Suho                                                                                                   | 《Self-Portrait》            |

## 宣傳大使
| 日期      | 活動名稱                       | 備註   |
| 2019年5月 | 第13屆大邱國際音樂劇節（DIMF） | [ 17 ] |
| 2019年7月 | 第7屆順天灣世界動物電影節      | [ 18 ] |
| 2019年9月 | 第4屆澳門國際電影節（IFFAM）   | [ 19 ] |

## 獎項與榮譽

### 大型頒獎禮獎項
| 年份   | 頒獎典禮                              | 獎項                                  | 作品                           | 結果 |
| 2016年 | ClickStarWars                         | 個人部門-人氣賞                       | 不適用                         | 獲獎 |
| 2016年 | 第52屆百想藝術大賞                    | 電影部門－男演員人氣獎                | Glory Day                      | 提名 |
| 2018年 | 第7屆Yegreen Musical Award            | 男子新人獎                            | 笑面人                         | 提名 |
| 2018年 | 第7屆Yegreen Musical Award            | 男子人氣獎                            | 笑面人                         | 獲獎 |
| 2018年 | 第10屆Melon Music Awards              | Hot Trend獎                           | 《打擾一下可以嗎》（與張才人） | 提名 |
| 2018年 | 2018 Stagetalk Audience Choice Awards | 音樂劇男子新人獎                      | 笑面人                         | 獲獎 |
| 2019年 | Asia Culture Awards                   | 男子新人獎                            | 笑面人                         | 獲獎 |
| 2019年 | 第3屆Korea Musical Awards             | 男子新人獎                            | 笑面人                         | 提名 |
| 2019年 | 第15屆JIMFF Awards                    | Discovery of the Year - 男子部門      | 女中學生A                      | 獲獎 |
| 2020年 | 第12屆Melon Music Awards              | Top 10                                | 不適用                         | 提名 |
| 2020年 | 第12屆Melon Music Awards              | 最佳搖滾獎                            | 《Let's Love》                 | 提名 |
| 2020年 | 第12屆Melon Music Awards              | 網友人氣獎                            | 不適用                         | 提名 |
| 2020年 | Genie音樂獎                           | 年度歌手                              | 不適用                         | 提名 |
| 2021年 | 第35屆金唱片獎                        | 專輯部門－本賞                        | 《Self-Portrait》              | 提名 |
| 2021年 | 第35屆金唱片獎                        | 專輯部門－大賞                        | 《Self-Portrait》              | 提名 |
| 2021年 | Gaon Chart K-POP大獎                  | 年度歌手賞-三月音源部門               | 《Let's Love》                 | 提名 |
| 2021年 | Gaon Chart K-POP大獎                  | MuBeat Global Choice Award - 男子部門 | 不適用                         | 提名 |

### 個人榮譽
| 年份   | 獲獎項目                    |
| 2017年 | - K-Pop一百張最帥面孔 第9名 |

### 音樂節目獎項
| 年份   | 日期    | 電視臺 | 節目名稱       | 獲獎歌曲   | 排名 |
| 2020年 | 4月10日 | KBS2   | Music Bank     | Let's Love | 1位  |
| 2020年 | 4月11日 | MBC    | Show! 音樂中心 | Let's Love | 1位  |
| 2020年 | 4月12日 | SBS    | 人氣歌謠       | Let's Love | 1位  |

### 主要音樂節目榜單排名
| 主打歌曲成績                                    | 主打歌曲成績            | 主打歌曲成績          | 主打歌曲成績        | 主打歌曲成績           | 主打歌曲成績     | 主打歌曲成績         | 主打歌曲成績                | 主打歌曲成績 | 主打歌曲成績          |
| 專輯                                            | 歌曲                    | Mnet 《M! Countdown》 | KBS2 《Music Bank》 | MBC 《Show! 音樂中心》 | SBS 《人氣歌謠》 | SBS MTV 《THE SHOW》 | MBC MUSIC 《Show Champion》 | 歌曲獲冠次數 | 備註                  |
| 2020年                                          | 2020年                  | 2020年                | 2020年              | 2020年                 | 2020年           | 2020年               | 2020年                      | 2020年       | 2020年                |
| ----------------------------------------------- | ----------------------- | --------------------- | ------------------- | ---------------------- | ---------------- | -------------------- | --------------------------- | ------------ | --------------------- |
| Self-Portrait                                   | 사랑, 하자 (Let's Love) | /                     | 1                   | 1                      | 1                | /                    | 4                           | 3            | Solo出道 三台冠軍歌曲 |
| 2022年                                          |                         |                       |                     |                        |                  |                      |                             |              |                       |
| Grey Suit                                       | Grey Suit               | 6                     | 6                   | 26                     | 28               | /                    | /                           | 0            |                       |
| 2024年                                          |                         |                       |                     |                        |                  |                      |                             |              |                       |
| 점선면 (1 to 3)                                 | 점선면 (1 to 3)         | 10                    | /                   | 20                     | /                | /                    | /                           | 0            |                       |
| \| - 「/」表示未有相關資料 - 「*」表示打榜中 \| |                         |                       |                     |                        |                  |                      |                             |              |                       |
| - 「/」表示未有相關資料 - 「*」表示打榜中       |                         |                       |                     |                        |                  |                      |                             |              |                       |

| Mnet                            | KBS | MBC | SBS | SBS MTV | MBC MUSIC |
| ------------------------------- | --- | --- | --- | ------- | --------- |
| 0                               | 1   | 1   | 1   | 0       | 0         |
| 一位總數：3 三台冠軍歌曲總數：1 |     |     |     |         |           |

## 外部連結
- Suho的Instagram帳戶
- EXO-K 官方網站（页面存档备份，存于） 
- EXO-K的Facebook專頁
- EXO-K的新浪微博